# Fernando Peredo
Fernando Abraham Peredo Verastegui  (Coro Coro, 25 de febrero de 1975) es un dramaturgo, director de teatro y cine boliviano, conocido por su papel de "El Tigre" en la película El Cementerio de los elefantes, cinta boliviana centrada en el alcoholismo y las prácticas sociales locales relacionadas, historias relatadas en la obra del escritor Víctor Hugo Viscarra.

## Biografía
Nació en Coro Coro, provincia Pacajes del departamento de La Paz. A la edad de dos años, se trasladó a la ciudad de El Alto. Realizó estudios universitarios en la carrera de Comunicación Social en la Universidad Mayor de San Andrés.
Su primer acercamiento al teatro fue a sus 12 años, impulsado por María Antonieta de Belloch profesora de lenguaje, recitando el poema "Carcajada de Estaño" de Alcira Cardona Torrico, cuya interpretación le valió ganar premios intercolegiales el año 1987. A los 14 años ingresa a los talleres de actuación que se dictaban en la Universidad Mayor de San Andrés, faceta en la que fue parte de la obra "La Chumina” de Abelardo Estorino dirigido en esa ocasión por Noel Neruvia.
En 2007 junto a Érika Andia y Lourdes Quispe conformó el elenco teatral "El Teatro del quijote" en la ciudad de El Alto, con el que capacitan a nuevos talentos sobre actuación en cine, teatro y expresión corporal para llevar a cabo obras con un énfasis más pedagógico.

## Trayectoria en el cine
El 2001 formó parte del reparto de la película El Atraco de Paolo Agazzi. Posteriormente fue parte del elenco de American Visa de Juan Carlos Valdivia, El Ultimo Jardín de Jorge Sanjinés, posteriormente fue parte del elenco de la película Cementerio de elefantes interpretando al personaje  "Tigre".
Obtuvo el premio Araucaria de oro en Brasil por su papel interpretando al  "Tigre"  al mejor actor de reparto en la película Cementerio de elefantes. Para la interpretación realizó una investigación sobre personas alcohólicas y tuvo que subir 10 kilos en dos semanas.
Posteriormente escribió y dirigió Cuando las flores hablan, un proyecto nacido con la idea de ser una foto novela, convirtiéndose posteriormente en un cortometraje y al final, al incluirse relatos de mujeres víctimas de violencia, una película de 55 minutos de duración premiada en las ciudades de Oruro y Sucre durante el Festival internacional de derechos humanos. Posteriormente escribió y dirigió la película  Enredados.
Algunos de sus maestros fueron: Óscar Suárez, Hugo Francisquini, Noel Meruvia, Eduardo Casis, Aldo Velásquez, Pato Hoffmann, Claudio Márquez de Colombia entre otros.
En la televisión participó en las "series de Z" de educación ciudadana, dirigida de Fernando Vargas y "La tiendita del barrio" de Henry Contreras.

## Obras
- Cuando las flores hablan (cine)
- Enredados (cine)
- Mi familia (teatro)

## Reconocimientos
- 2009 Premio Araucaria de oro , Brasil , mejor actor de reparto, por la película Cementerio de los elefantes.[7]
- 2016 Reconocimiento Pukañawi, festival internacional de cine de los DD.HH. mejor actor por la película Cuando las flores hablan.
- 2017 Reconocimiento , aporte cultural alteño, Ministerio de culturas.
- 2019 Reconocimiento a la trayectoria artística y académica en artes teatrales , por la dirección de posgrado de la UPEA.
- 2020 Premios juventud, Gobierno Autónomo Municipal de El Alto.
- 2022, Embajador de la prevención, por el Viceministerio de defensa social y sustancias controladas.
- 2022, Reconocimiento a la labor artística por la brigada parlamentaria del departamento de La Paz.